# Pachycraerus viridis
Pachycraerus viridis är en skalbaggsart som beskrevs av Sylvain Auguste de Marseul 1853. Pachycraerus viridis ingår i släktet Pachycraerus och familjen stumpbaggar. Inga underarter finns listade i Catalogue of Life.